# هنري سانتوس
هنري سانتوس هو مغني وكاتب أغاني ومنتج أسطوانات وملحن دومينيكاني، ولد في 15 ديسمبر 1979 في موكا في جمهورية الدومينيكان.

## وصلات خارجية
- الموقع الرسمي
- هنري سانتوس على موقع IMDb (الإنجليزية)
- هنري سانتوس على موقع ميوزك برينز (الإنجليزية)
- هنري سانتوس على موقع أول ميوزيك (الإنجليزية)
- هنري سانتوس على موقع ديسكوغز (الإنجليزية)